# Charlie Chaplin
Sir Charles Spencer (Charlie) Chaplin (Walworth (Londen), 16 april 1889 – Corsier-sur-Vevey (Zwitserland), 25 december 1977) was een Engelse artiest,  acteur, regisseur, componist en komiek. Daarnaast deed hij ook nog aan pantomime en vaudeville. Hij was in de tijd van het ontstaan van de bioscoopfilm in de Verenigde Staten een van de beroemdste filmsterren ter wereld. Later werd hij ook filmregisseur. Zijn bekendste rol was die van de zwerver The Tramp, een mannetje van eenvoudige komaf met een klein snorretje en een aanzienlijke persoonlijke waardigheid. Met een strakzittende jas, een rotting (rotan wandelstokje) en een hoedje lukt het hem in het dagelijks leven steeds weer vanuit een underdog-situatie zijn moeilijkheden te overwinnen. Chaplin speelde deze rol met veel succes van 1914 tot 1936 in tientallen films.

## Biografie

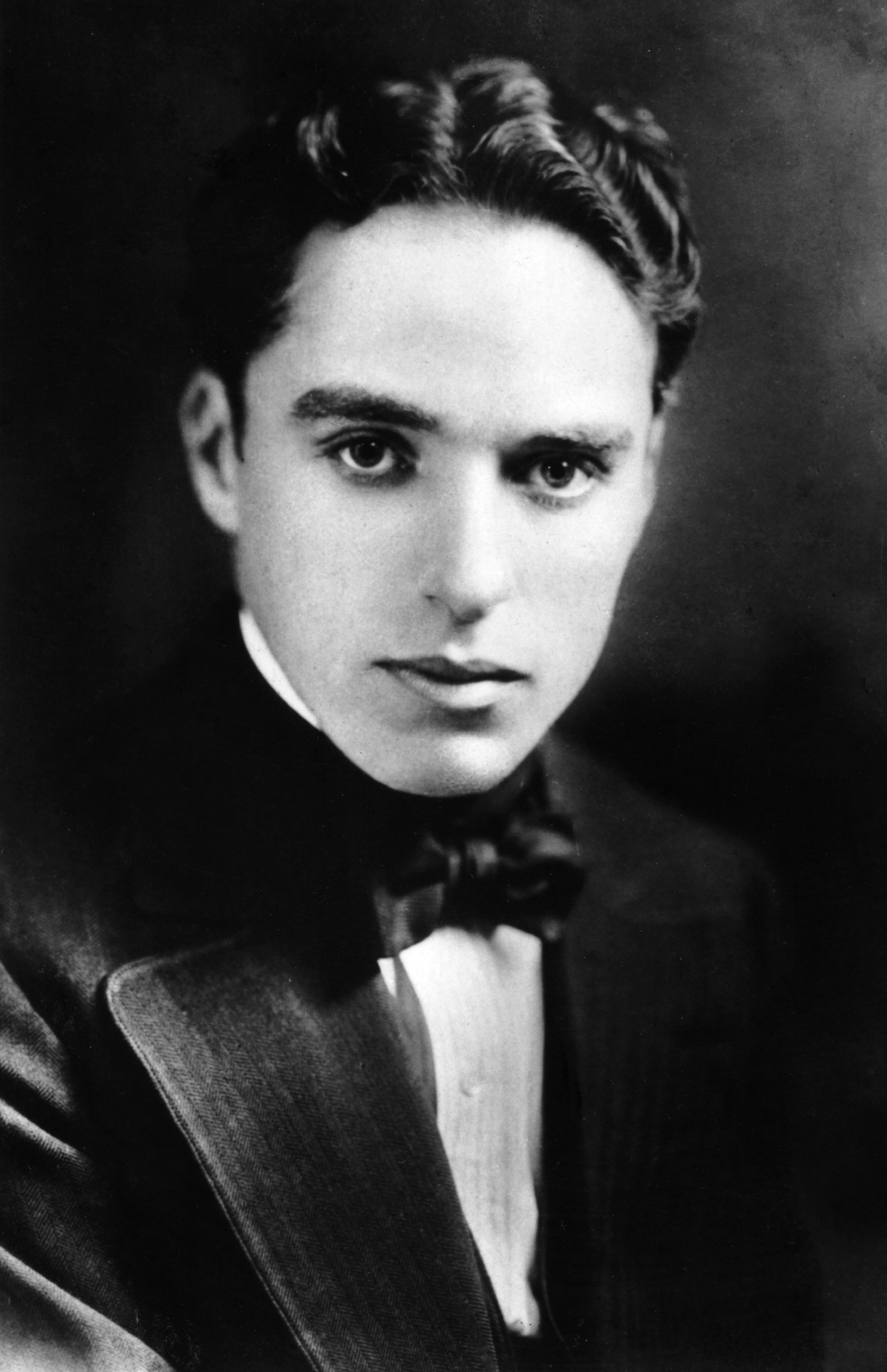
Een jonge Charlie Chaplin omstreeks 1910

### Afkomst
Charlie Chaplin werd geboren als zoon van Charles Chaplin en Hannah Harriette Hill, die beiden in reizende toneelgezelschappen werkten. Hannah trad op onder de artiestennaam Lily Harley. Zijn ouders gingen kort na zijn geboorte uit elkaar, waarna hij bij zijn moeder achterbleef. Zij besteedde de kleine Charlie en diens halfbroer Sydney uit in het armenhuis ('workhouse'), waar ze na een paar weken werden overgeplaatst naar een school voor wezen en verlaten kinderen in Hanwell. Vader Chaplin stierf als alcoholist toen Charlie twaalf jaar was. Zijn moeder stortte geestelijk in en werd uiteindelijk opgenomen in een gesticht. Ze overleed in 1928. Later ontdekten Charlie en Sydney dat ze nog een halfbroer hadden, Wheeler Dryden, een zoon van hun moeder, eveneens acteur en later werkzaam bij Charlie.
Rond Chaplins geboorte bestaan veel onzekerheden. Hij werd in een artiestenfamilie geboren, maar de geboorteplaats Walworth is onzeker. Er is geen geboorteakte opgemaakt. In 2011 ontdekte Victoria Chaplin in een afgesloten bureaulade in de schuilkelder onder Chaplins villa een brief die een nieuw licht op Chaplins geboorte en afkomst wierp. In 1971 had de Britse leeuwentemmer Jack Hill na het lezen van Chaplins memoires aan Chaplin geschreven dat zij beiden in de woonwagen van een zigeunerkoningin op een zigeunerkamp bij Birmingham waren geboren. Deze zigeunerin was Hills tante. Hill voegde in een postscriptum toe dat hij niet op chantage uit was. Hannah Harriette Hill was volgens Hill onderweg naar het circus van haar vader en vestigde zich later in Londen. Over het waarheidsgehalte van de brief is geen zekerheid meer te verkrijgen. Alle getuigen zijn overleden, maar Victoria Chaplin noemt de brief "authentiek" en Michael Chaplin vermoedt dat zijn vader veel waarde aan de brief over de zigeunerherkomst heeft gehecht, omdat de brief zo zorgvuldig werd bewaard.
Chaplin deed het typische loopje van de joden (de zogenaamde "toffeehakken"), nadat hij dat in Whitechapel, de arme jodenwijk van Londen, had gezien. Zelf was hij niet joods en in Lambeth opgegroeid, maar zijn halfbroer was wel joods. Daarom ontkende Chaplin, die fel tegen antisemitisme en alle vormen van racisme was, nooit dat hij joods zou geweest zijn.

### Carrière
Als kind sloten Chaplin en zijn halfbroer zich aan bij een toneelgezelschap, genaamd The Eight Lancashire Lads. Chaplin kreeg er al snel bekendheid als uitstekend tapdanser. Toen hij twaalf was, trad hij voor het eerst in het openbaar op een podium op als Billy in de productie Sherlock Holmes, geschreven door William Gillette. In 1910 emigreerde de jonge Charlie Chaplin met de impresario Fred Karno naar de Verenigde Staten. Daar werd hij vrijwel meteen populair met de sketch A Night in an English Music Hall. De eerste stomme film waarin Chaplin speelde was Making a Living, die in februari 1914 uitkwam. Datzelfde jaar verscheen de film The Kid Auto Races at Venice, waarin hij voor het eerst optrad als The Tramp.
Chaplin groeide uit tot een wereldster, doordat stomme films even gemakkelijk te begrijpen waren voor een Chinees publiek als voor een Amerikaans. Met de opkomst van de geluidsfilm begon zijn reputatie te tanen; zijn kracht lag in stil spel. Tijdens het mccarthyisme werd hij in de Verenigde Staten beschuldigd van "anti-Amerikaanse activiteiten" (omdat hij een communist zou zijn). In 1952, tijdens de promotie van zijn film Limelight in Engeland, besloot hij na problemen met de Amerikaanse immigratiedienst (bovendien liet FBI-chef J. Edgar Hoover Chaplins gangen nagaan) niet meer naar de Verenigde Staten terug te keren. Hij vertrok naar Zwitserland.
Minder bekend is dat hij naast acteur en regisseur ook componist was. Hij schreef onder andere solowerken voor cello (een van de instrumenten die hij ook zelf, linkshandig, bespeelde) en de filmmuziek bij zijn eigen film Modern Times met het wereldberoemde nummer Smile. Het nummer This is My Song uit zijn latere film A Countess from Hong Kong werd een wereldhit in 1967 voor zangeres Petula Clark.
Chaplin was jarenlang een van de bekendste artiesten ter wereld. Waar hij verscheen moest het verkeer worden geregeld. Chaplin werd schatrijk. Politiek stond hij bekend als uiterst links. Conservatieve Amerikaanse kranten, de federale politie FBI en conservatieve politici lieten zich zeer negatief over Chaplin en zijn privéleven uit.

### Huwelijken en kinderen

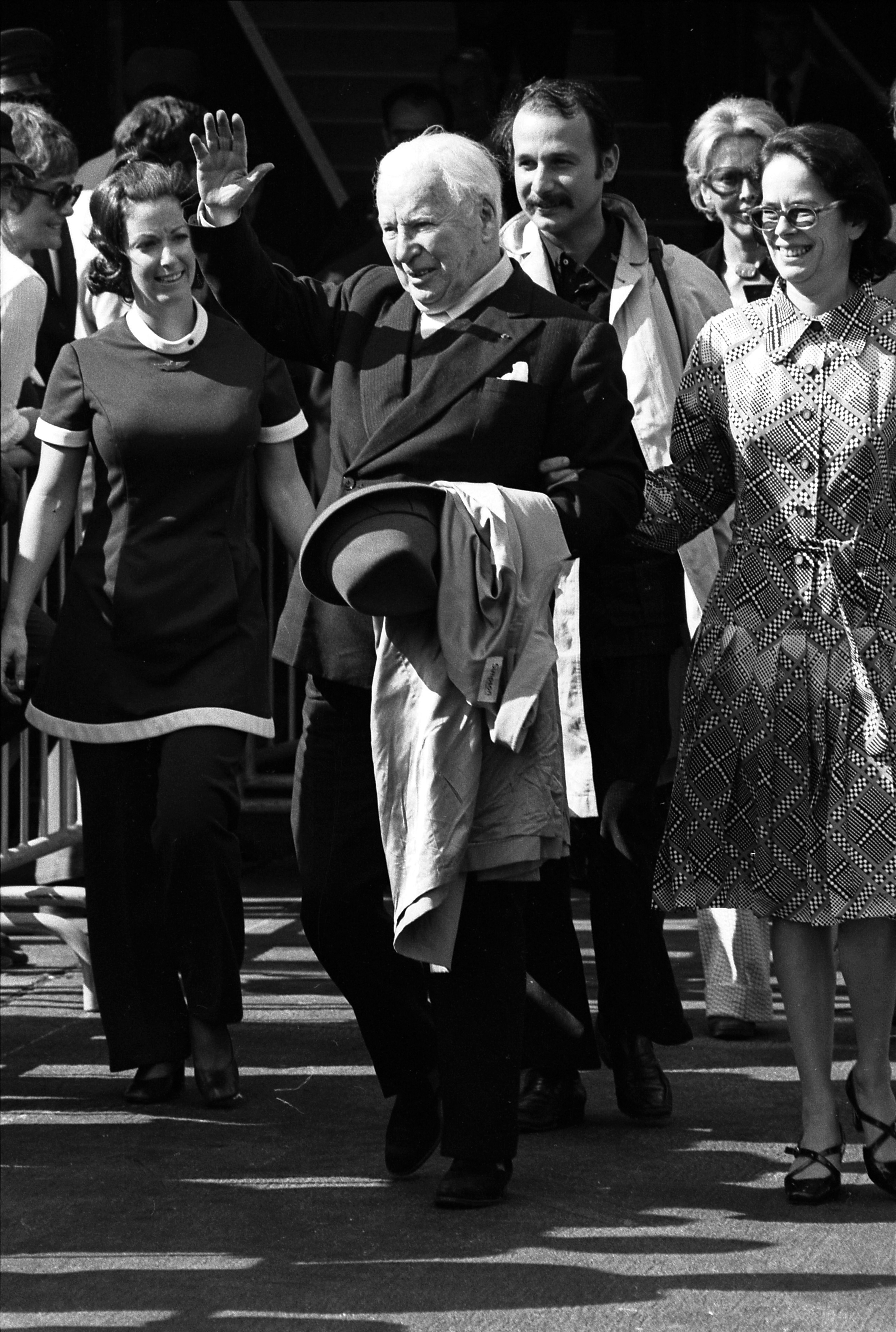
Chaplin en Oona O'Neill in 1972

Chaplin is vier keer getrouwd geweest (en had tientallen affaires):
- van 1918 tot 1920 gehuwd met en dan gescheiden van Mildred Harris; zij kregen een zoon: Norman Spencer Chaplin (bijgenaamd "The Little Mouse"), die echter al drie dagen na zijn geboorte stierf.
- van 1924 tot 1927 gehuwd met en dan gescheiden van Lita Grey; zij kregen twee zoons: Charles en Sydney.
- van 1936 tot 1942 met Paulette Goddard; een zelfverklaard, maar geen legaal huwelijk.
- van 1943 tot zijn dood in 1977 gehuwd met Oona O'Neill, dochter van toneelschrijver Eugene O'Neill; toen zij trouwden was Charlie 54 en O'Neill net 18. Het huwelijk werd omschreven als gelukkig. Ze kregen drie zoons, Christopher, Eugene en Michael Chaplin, en vijf dochters, Geraldine, Josephine (beiden eveneens actrice), Jane, Victoria en Annette-Emilie Chaplin.

### Overlijden
Charlie Chaplin overleed op eerste kerstdag 1977 in zijn slaap aan een hartstilstand. Hij werd 88 jaar oud. Chaplin werd begraven in Corsier-sur-Vevey, waar hij de laatste twintig jaar van zijn leven gewoond had.
Begin maart 1978 werd zijn stoffelijk overschot gestolen. Het plan was om losgeld te eisen. Dit mislukte en de dieven werden gearresteerd. Het lichaam werd elf weken later teruggevonden bij het Meer van Genève en herbegraven onder 180 cm beton.

## Onderscheidingen
- In 1954 ontving Chaplin de prijs van de Raad voor Wereldvrede. Het geld schonk hij aan de armen van Parijs en Londen.
- In 1965 ontving Chaplin uit handen van prins Bernhard van Lippe-Biesterfeld in Rotterdam de Erasmusprijs in aanwezigheid van koningin Juliana en kroonprinses Beatrix.
- In 1971 werd Chaplin door de stad Parijs bekroond met de Grande Medaille de Vermeil.
- In 1972 kreeg Chaplin in Amerika een Academy Honorary Award voor zijn hele oeuvre. Hij kreeg toen ook de tot dan toe langste staande ovatie in de geschiedenis van de Oscars.
- In 1973 won Chaplin met zijn film Limelight de Oscar voor de beste filmmuziek.
- In 1975 werd Chaplin tot ridder geslagen door koningin Elizabeth II. Daarmee mocht hij zich officieel sir noemen.

## Filmografie
- Making a Living (1914)

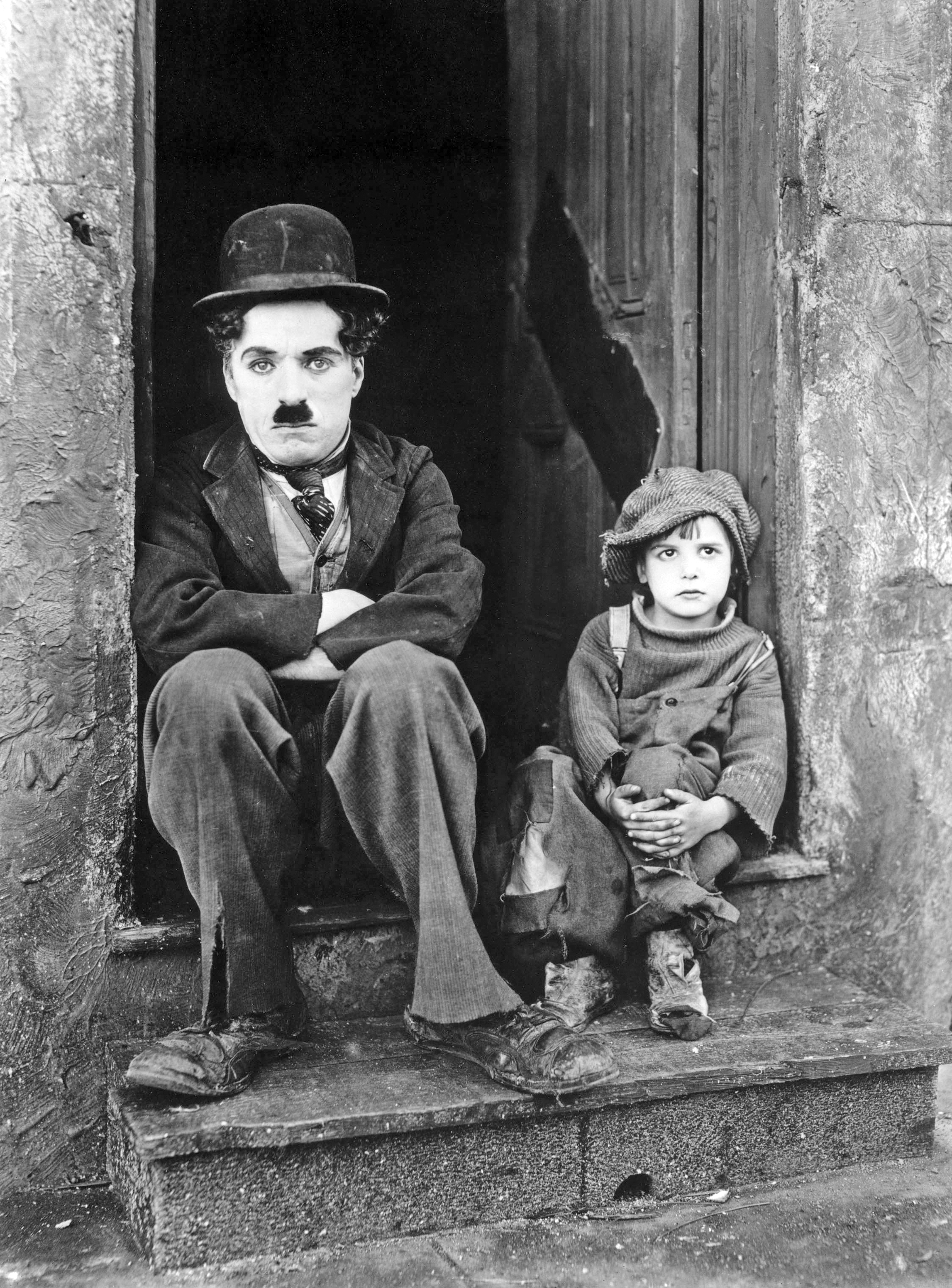
Charlie Chaplin en Jackie Coogan in The Kid (1921)

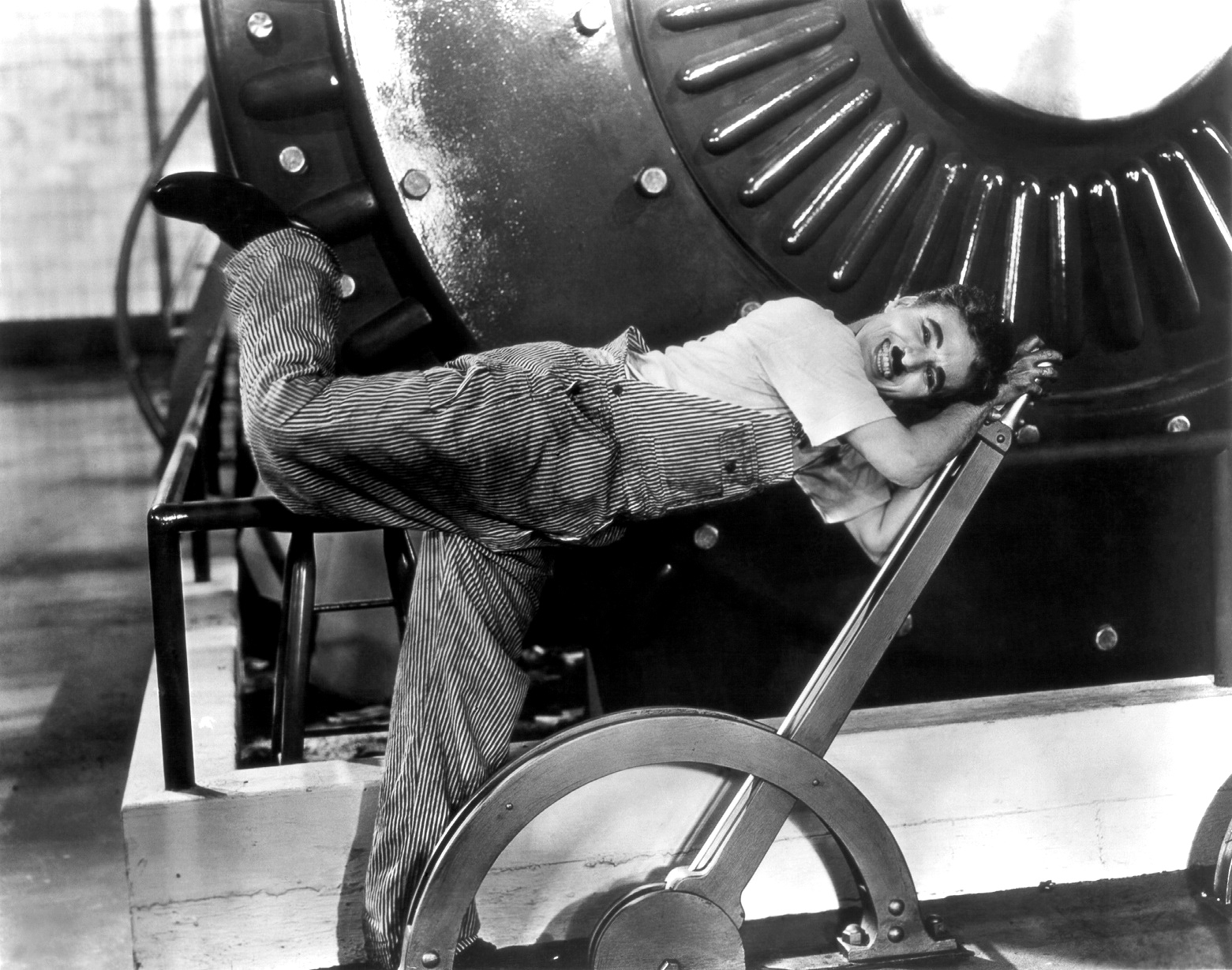
Chaplin als The Tramp in Modern Times (1936)

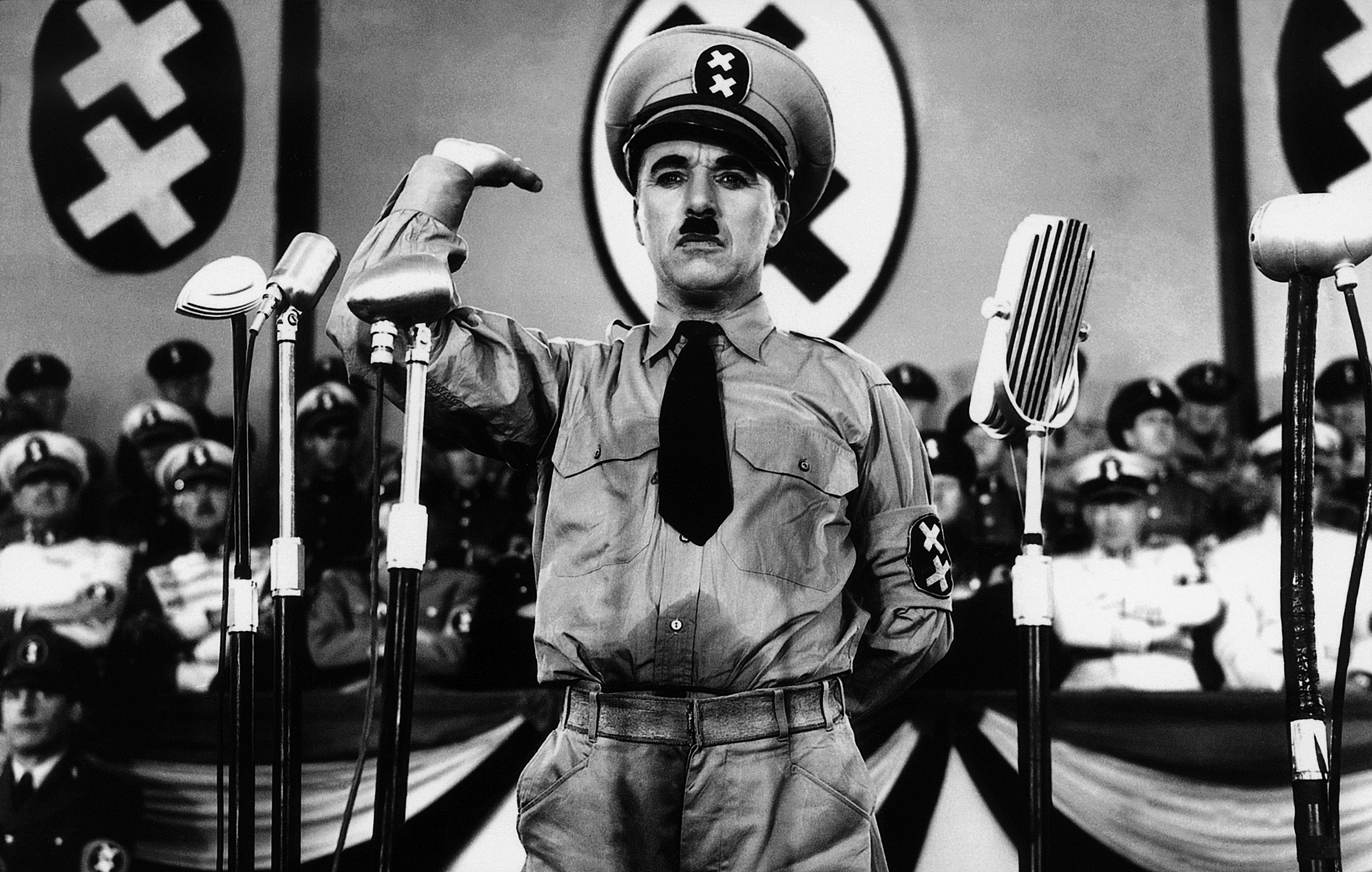
Chaplin als Adenoid Hynkel in The Great Dictator (1940)

- The Kid Auto Races at Venice (1914)
- Mabel's Strange Predicament (1914)
- Between Showers (1914)
- A Film Johnnie (1914)
- Tango Tangles (1914)
- His Favorite Pastime (1914)
- Cruel, Cruel Love (1914)
- The Star Boarder (1914)
- Mabel at the Wheel (1914)
- Twenty Minutes of Love (1914)
- Caught in a Cabaret (1914)
- Caught in the Rain (1914)
- A Busy Day (1914)
- The Fatal Mallet (1914)
- Her Friend the Bandit (1914)
- The Knockout (1914)
- Mabel's Busy Day (1914)
- Mabel's Married Life (1914)
- Laughing Gas (1914)
- The Property Man (1914)
- The Face on the Bar Room Floor (1914)
- Recreation (1914)
- The Masquerader (1914)
- His New Profession (1914)
- The Rounders (1914)
- The New Janitor (1914)
- Those Love Pangs (1914)
- Dough and Dynamite (1914)
- Gentlemen of Nerve (1914)
- His Musical Career (1914)
- His Trysting Place (1914)
- Tillie's Punctured Romance (1914)
- Getting Acquainted (1914)
- His Prehistoric Past (1914)
- His New Job (1915)
- A Night Out (1915)
- The Champion (1915)
- In the Park (1915)
- A Jitney Elopement (1915)
- The Tramp (1915)
- By the Sea (1915)
- His Regeneration (1915)
- Work (1915)
- A Woman (1915)
- The Bank (1915)
- Shanghaied (1915)
- A Night in the Show (1915)
- Burlesque on Carmen (1915)
- Police (1916)
- Burlesque on Carmen (1916)
- The Floorwalker (1916)
- The Fireman (1916)
- The Vagabond (1916)
- One A.M. (1916)
- The Count (1916)
- The Pawnshop (1916)
- Behind the Screen (1916)
- The Rink (1916)
- Easy Street (1917)
- The Cure (1917)
- The Immigrant (1917)
- The Adventurer (1917)
- A Dog's Life (1918)
- Triple Trouble (1918)
- The Bond (1918)
- Shoulder Arms (1918)
- The Professor (1919)
- Sunnyside (1919)
- A Day's Pleasure (1919)
- The Kid (1921)
- The Nut (1921)
- The Idle Class (1921)
- Nice and Friendly (1922)
- Pay Day (1922)
- The Pilgrim (1923)
- A Woman of Paris (1923)
- The Gold Rush (1925)
- Camille (1926)
- The Circus (1928)
- City Lights (1931)
- Modern Times (1936)
- The Great Dictator (1940)
- Monsieur Verdoux (1947)
- Limelight (1952)
- A King in New York (1957)
- A Countess from Hong Kong (1967)